# 若葉のささやき
「若葉のささやき」（わかばのささやき）は、天地真理の通算6枚目のシングル。1973年3月21日発売。発売元はCBS・ソニーレコード（現：ソニー・ミュージックレーベルズ）。売上48万枚
累計売上は110万枚（公称）。

## 概要
- この作品で天地は4作目のオリコン1位を獲得する。
- 新曲発表会で10万人以上のファンが集まったことが話題になる。
- 天地真理主演映画『愛ってなんだろ』の主題歌

## オリコンチャート成績
- オリコン10位以内には、1973年（昭和48年）4月2日に4位で初登場。その翌週に週間オリコン1位を5週連続で獲得し、11週にわたってオリコン10位以内にランクイン、100位以内に17週にわたってランクインした。オリコン集計では48.1万枚。また、1973年（昭和48年）年間オリコンでは9位を記録するなど、1973年（昭和48年）の歌謡界を代表する作品の1つとなった。

## 収録曲
- 全曲作詞：山上路夫／作曲：森田公一／編曲：竜崎孝路

1. 若葉のささやき
2. 海にたくした願い

## 収録アルバム
- GOLDEN☆BEST 天地真理 コンプリート・シングル・コレクション・アンド・モア
- 天地真理 プレミアム・ボックス　-　歌手デビュー35周年記念CD-BOX
- 35th Anniversary（2006年ヴォーカル・ニューバージョン）